# Roxettes diskografi
Roxette er det næstmest kommercielt succesfulde band fra Sverige, efter ABBA. Duoen, som bestod af Marie Fredriksson og Per Gessle, har solgt omkring 60 millioner album, hvoraf over 3,5 millioner plader er solgt i USA, og de har solgt platin med både Joyride og Look Sharp!. De havde succes i hele verden fra slutningen af 1980'erne til midten af 1990'erne, og opnåede at få 19 sange på top 40 i Storbritannien og fire singler, som toppede den amerikanske singlehitlste; "The Look", "Listen to Your Heart", "It Must Have Been Love" og "Joyride". Yderligere to singler, "Dangerous" og "Fading Like a Flower", nåede andenpladsen på samme hitliste. De har også haft tre nummer 1-hits i Sverige og 17 sange på den svenske single-top 10.
Alle deres album fra 1986-2001, eksklusive opsamlingsalbum, blev genmixet og genudgivet i september 2009. Tidligere bonus tracks blev inkluderet på alle de genudgivne album.

## Studiealbum
| Titel                                                              | Albumdetaljer                                                                                                   | Højeste hitlisteplacering | Højeste hitlisteplacering | Højeste hitlisteplacering | Højeste hitlisteplacering | Højeste hitlisteplacering | Højeste hitlisteplacering | Højeste hitlisteplacering | Højeste hitlisteplacering | Højeste hitlisteplacering | Højeste hitlisteplacering | Salg og certificering |
| Titel                                                              | Albumdetaljer                                                                                                   | SWE                       | AUS                       | AUT                       | FIN                       | GER                       | NOR                       | SPA                       | SWI                       | UK                        | US \                      | Salg og certificering |
| ------------------------------------------------------------------ | --- | ------------------------- | ------------------------- | ------------------------- | ------------------------- | ------------------------- | ------------------------- | ------------------------- | ------------------------- | ------------------------- | ------------------------- | --- |
| Pearls of Passion                                                  | - Udgivet: 31. oktober 1986 - Pladeselskab: EMI - Formater: Kassettebånd • LP • CD                              | 2                         | —                         | —                         | —                         | —                         | —                         | —                         | —                         | —                         | —                         | - Verden: 800.000 - GLF: Platin |
| Look Sharp!                                                        | - Udgivet: 21. oktober 1988 - Pladeselskab: EMI - Formater: Kassettebånd • LP • CD                              | 1                         | 2                         | 3                         | 8                         | 7                         | 1                         | 6                         | 2                         | 4                         | 23                        | - Verden: 9.000.000 - GLF: 6× Platin - ARIA: 3× Platin - BPI: Platin - BVMI: 2× Platin - IFPI AUT: 2× Platin - IFPI FIN: Platin - IFPI SWI: 3× Platin - Promúsicae: Platin - RIAA: Platin         |
| Joyride                                                            | - Udgivet: 28. marts 1991 - Pladeselskab: EMI - Formater: Kassettebånd • CD • LP                                | 1                         | 2                         | 1                         | 1                         | 1                         | 1                         | 6                         | 1                         | 2                         | 12                        | - Verden: 11.000.000 - GLF: 6× Platin - ARIA: 3× Platin - BPI: 2× Platin - BVMI: 7× Guld - IFPI AUT: 3× Platin - IFPI FIN: 3× Platin - IFPI SWI: 4× Platin - Promúsicae: 2× Platin - RIAA: Platin |
| Tourism                                                            | - Udgivet: 28. august 1992 - Pladeselskab: EMI - Formater: CD • Kassettebånd • LP                               | 1                         | 3                         | 2                         | 1                         | 1                         | 1                         | 5                         | 1                         | 2                         | 117                       | - Verden: 6.000.000 - GLF: 3× Platin - ARIA: Platin - BPI: Guld - BVMI: 3× Guld - IFPI AUT: Platin - IFPI FIN: Guld - IFPI SWI: Platin - Promúsicae: Platin - US: 273.000                         |
| Crash! Boom! Bang!                                                 | - Udgivet: 9. april 1994 - Pladeselskab: EMI - Formater: CD • LP • Kassettebånd                                 | 1                         | 3                         | 3                         | 2                         | 2                         | 6                         | 2                         | 1                         | 3                         | —                         | - Verden: 5.000.000 - GLF: 2× Platin - BPI: Guld - BVMI: Platin - IFPI: Platin - IFPI AUT: Platin - IFPI FIN: Platin - IFPI SWI: Platin - Promúsicae: Platin - US: 46.000                         |
| Have a Nice Day                                                    | - Udgivet: 17. februar 1999 - Pladeselskab: EMI • Roxette Recordings - Formater: CD • Kassettebånd • MiniDisc   | 1                         | 62                        | 3                         | 8                         | 2                         | 6                         | 2                         | 2                         | 28                        | —                         | - Verden: 2.200.000 - GLF: Platin - BVMI: Guld - IFPI AUT: Guld - IFPI FIN: Platin - IFPI NOR: Platin - IFPI SWI: Platin - Promúsicae: Platin                                                     |
| Room Service                                                       | - Udgivet: 2. april 2001 - Pladeselskab: EMI • Roxette Recordings - Formater: CD • Kassettebånd                 | 1                         | —                         | 4                         | 10                        | 3                         | 7                         | 5                         | 2                         | 120                       | —                         | - GLF: Platin - BVMI: Guld - IFPI FIN: Guld - IFPI SWI: Guld - Promúsicae: Guld |
| Charm School                                                       | - Udgivet: 11. februar 2011 - Pladeselskab: Roxette Recordings • Capitol - Formater: CD • LP • digital download | 2                         | 49                        | 2                         | 22                        | 1                         | 26                        | 14                        | 1                         | 122                       | —                         | - Verden: 500.000 - GLF: Guld - BVMI: Platin - IFPI SWI: Guld |
| Travelling                                                         | - Udgivet: 23. marts 2012 - Pladeselskab: Roxette Recordings • Capitol - Formater: CD • LP • digital download   | 7                         | —                         | 15                        | 27                        | 7                         | 36                        | 32                        | 12                        | 143                       | —                         | - GLF: Guld |
| Good Karma                                                         | - Udgivet: 3. juni 2016 - Pladeselskab: Roxette Recordings • Parlophone - Formater: CD • LP • digital download  | 2                         | 25                        | 10                        | 20                        | 11                        | 29                        | 10                        | 2                         | 61                        | —                         | |
| "—" Nåede ikke hitlisterne eller blev ikke udgivet i dette område. | |                           |                           |                           |                           |                           |                           |                           |                           |                           |                           | |

## Opsamlingsalbum
| Titel                                                              | Albumdetaljer                                                                                              | Højeste hitlisteplacering | Højeste hitlisteplacering | Højeste hitlisteplacering | Højeste hitlisteplacering | Højeste hitlisteplacering | Højeste hitlisteplacering | Højeste hitlisteplacering | Højeste hitlisteplacering | Højeste hitlisteplacering | Højeste hitlisteplacering | Sales and certifications |
| Titel                                                              | Albumdetaljer                                                                                              | SWE                       | AUS                       | AUT                       | FIN                       | GER                       | NLD                       | NOR                       | SPA                       | SWI                       | UK                        | Sales and certifications |
| ------------------------------------------------------------------ | --- | ------------------------- | ------------------------- | ------------------------- | ------------------------- | ------------------------- | ------------------------- | ------------------------- | ------------------------- | ------------------------- | ------------------------- | --- |
| Dance Passion: The Remix Album                                     | - Udgivet: 27. marts 1987 - Pladeselskab: EMI - Formater: LP                                               | 19                        | —                         | —                         | —                         | —                         | —                         | —                         | —                         | —                         | —                         | |
| Rarities                                                           | - Udgivet: 17. februar 1995 - Pladeselskab: EMI - Formater: CD • Kassettebånd                              | —                         | —                         | —                         | —                         | —                         | —                         | —                         | —                         | —                         | —                         | - Verden: 1.000.000 |
| Don't Bore Us, Get to the Chorus! Roxette's Greatest Hits          | - Udgivet: 20. december 1995 - Pladeselskab: EMI - Formater: CD • LP • Kassettebånd                        | 2                         | 10                        | 4                         | 2                         | 7                         | 12                        | 14                        | 7                         | 2                         | 5                         | - Verden: 6.000.000 - GLF: 3× Platin - ARIA: 2× Platin - BPI: Platin - BVMI: Platin - IFPI: Platin - IFPI AUT: Guld - IFPI FIN: Platin - Promúsicae: 2× Platin - US: 78.000 |
| Baladas en Español                                                 | - Udgivet: 21. oktober 1996 - Pladeselskab: EMI - Formater: CD • Kassettebånd                              | —                         | —                         | —                         | —                         | —                         | —                         | —                         | 8                         | —                         | —                         | - Verden: 1.200.000 - Promúsicae: 2× Platin - US: 13.000 |
| The Ballad Hits                                                    | - Udgivet: 4. november 2002 - Pladeselskab: Roxette Recordings • Capitol - Formater: CD • Kassettebånd     | 5                         | —                         | 16                        | 15                        | 10                        | 4                         | 8                         | 20                        | 8                         | 11                        | - GLF: Guld - BPI: Silver - IFPI NOR: Platin - IFPI SWI: Guld - US: 14.000                                                                                                  |
| The Pop Hits                                                       | - Udgivet: 24. marts 2003 - Pladeselskab: Roxette Recordings • Capitol - Formater: CD • Kassettebånd       | 16                        | —                         | 32                        | 40                        | 22                        | 27                        | 13                        | 29                        | 27                        | 84                        | |
| A Collection of Roxette Hits: Their 20 Greatest Songs!             | - Udgivet: 18. oktober 2006 - Pladeselskab: Roxette Recordings • Capitol - Formater: CD • digital download | 2                         | 17                        | 8                         | 40                        | 21                        | 48                        | 7                         | 25                        | 7                         | 22                        | - GLF: Guld - BPI: Guld - BVMI: Guld - IFPI SWI: Guld |
| Greatest Hits                                                      | - Udgivet: 26. juli 2011 - Pladeselskab: Capitol - Formater: CD • digital download                         | —                         | —                         | —                         | —                         | —                         | —                         | —                         | —                         | —                         | —                         | |
| Roxette XXX – The 30 Biggest Hits                                  | - Udgivet: 11. november 2014 - Pladeselskab: Warner Bros. - Formater: CD • digital download                | 46                        | 27                        | 49                        | —                         | 14                        | 95                        | —                         | 45                        | 11                        | —                         | - BPI: Silver |
| Bag of Trix: Music from the Roxette Vaults                         | - Udgivet: 11. december 2020 - Pladeselskab: Roxette Recordings • Parlophone - Formater: 4xLP • 3xCD       | —                         | —                         | —                         | —                         | —                         | —                         | —                         | —                         | —                         | —                         | |
| "—" Nåede ikke hitlisterne eller blev ikke udgivet i dette område. | |                           |                           |                           |                           |                           |                           |                           |                           |                           |                           | |

## Bokssæt
| Titel                                                              | Albumdetaljer                                                                                               | Højeste hitlisteplacering | Højeste hitlisteplacering | Højeste hitlisteplacering | Noter                                                                                                  |
| Titel                                                              | Albumdetaljer                                                                                               | SWE                       | AUS                       | SWI                       | Noter                                                                                                  |
| ------------------------------------------------------------------ | --- | ------------------------- | ------------------------- | ------------------------- | --- |
| The Rox Box/Roxette 86–06                                          | - Udgivet: 18. oktober 2006 - Pladeselskab: EMI - Formater: CD • digital download                           | 20                        | —                         | —                         | - 4-CD bokssæt med singler, albumskæringer, b-sider og tidligere uudgivne demoer og numre.             |
| The Per Gessle Archives (A Lifetime of Songwriting)                | - Udgivet: 24. september 2014 - Pladeselskab: Elevator Entertainment - Formater: CD • LP • digital download | 7                         | —                         | —                         | - 11-dobbelt bokssæt, indeholdende fire cd'er og en vinylplader med tidligere uudgivne Roxette-demoer. |
| The RoxBox!: A Collection of Roxette's Greatest Songs              | - Udgivet: 6. februar 2015 - Pladeselskab: Parlophone - Formater: CD • digital download                     | —                         | 12                        | 55                        | - Opdateret version af The Rox Box, med numre fra Charm School (2011) og Travelling (2012).            |
| "—" Nåede ikke hitlisterne eller blev ikke udgivet i dette område. | |                           |                           |                           | |

## Singler

### 1980'erne
| Titel                                                              | År   | Højeste hitlisteplacering | Højeste hitlisteplacering | Højeste hitlisteplacering | Højeste hitlisteplacering | Højeste hitlisteplacering | Højeste hitlisteplacering | Højeste hitlisteplacering | Højeste hitlisteplacering | Højeste hitlisteplacering | Højeste hitlisteplacering | Certificeringer                                    | Album |
| Titel                                                              | År   | SWE                       | AUS                       | AUT                       | CAN                       | FIN                       | GER                       | NLD                       | SWI                       | UK                        | US                        | Certificeringer                                    | Album |
| ------------------------------------------------------------------ | ---- | ------------------------- | ------------------------- | ------------------------- | ------------------------- | ------------------------- | ------------------------- | ------------------------- | ------------------------- | ------------------------- | ------------------------- | -------------------------------------------------- | --- |
| "Neverending Love"                                                 | 1986 | 3                         | —                         | —                         | —                         | —                         | —                         | —                         | —                         | —                         | —                         |                                                    | Pearls of Passion |
| "Goodbye to You"                                                   | 1986 | 9                         | —                         | —                         | —                         | —                         | —                         | —                         | —                         | —                         | —                         |                                                    | Pearls of Passion |
| "Soul Deep"                                                        | 1987 | 18                        | —                         | —                         | —                         | —                         | —                         | —                         | —                         | —                         | —                         |                                                    | Pearls of Passion |
| "I Want You" (with Eva Dahlgren and Ratata)                        | 1987 | —                         | —                         | —                         | —                         | —                         | —                         | —                         | —                         | —                         | —                         |                                                    | style="background: #ececec; color: grey; vertical-align: middle; text-align: center; " class="table-na" \| Non-album singles |
| "It Must Have Been Love (Christmas for the Broken Hearted)"        | 1987 | 4                         | —                         | —                         | —                         | —                         | —                         | —                         | —                         | –                         | —                         |                                                    | style="background: #ececec; color: grey; vertical-align: middle; text-align: center; " class="table-na" \| Non-album singles |
| "I Call Your Name"                                                 | 1988 | —                         | —                         | —                         | —                         | —                         | —                         | —                         | —                         | —                         | —                         |                                                    | Pearls of Passion |
| "Dressed for Success"                                              | 1988 | 2                         | —                         | —                         | —                         | —                         | —                         | —                         | —                         | —                         | —                         | - GLF: Guld                                        | Look Sharp! |
| "Listen to Your Heart"                                             | 1988 | 3                         | —                         | —                         | —                         | —                         | —                         | —                         | —                         | –                         | —                         | - GLF: Guld                                        | Look Sharp! |
| "Chances"                                                          | 1988 | —                         | —                         | —                         | —                         | —                         | —                         | —                         | —                         | —                         | —                         |                                                    | Look Sharp! |
| "The Look"                                                         | 1989 | 6                         | 1                         | 2                         | 2                         | 1                         | 1                         | 2                         | 1                         | 7                         | 1                         | - GLF: Guld - ARIA: Platin - MC: Guld - RIAA: Guld | Look Sharp! |
| "Dressed for Success"                                              | 1989 | —                         | 3                         | 6                         | 10                        | —                         | 16                        | —                         | 4                         | 18                        | 14                        | - ARIA: Platin - MC: Guld                          | Look Sharp! |
| "Listen to Your Heart"                                             | 1989 | —                         | 10                        | 2                         | 1                         | 18                        | 7                         | 5                         | 8                         | 6                         | 1                         | - BPI: Silver - IFPI AUT: Guld                     | Look Sharp! |
| "Dangerous"                                                        | 1989 | 9                         | 9                         | 8                         | 2                         | —                         | 8                         | 12                        | 10                        | 6                         | 2                         | - GLF: Guld - ARIA: Guld                           | Look Sharp! |
| "—" Nåede ikke hitlisterne eller blev ikke udgivet i dette område. |      |                           |                           |                           |                           |                           |                           |                           |                           |                           |                           |                                                    | |

### 1990’erne
| Titel                                                              | År   | Højeste hitlisteplacering | Højeste hitlisteplacering | Højeste hitlisteplacering | Højeste hitlisteplacering | Højeste hitlisteplacering | Højeste hitlisteplacering | Højeste hitlisteplacering | Højeste hitlisteplacering | Højeste hitlisteplacering | Højeste hitlisteplacering | Certificeringer                                                                     | Album                                                     |
| Titel                                                              | År   | SWE                       | AUS                       | AUT                       | CAN                       | FIN                       | GER                       | NLD                       | SWI                       | UK                        | US                        | Certificeringer                                                                     | Album                                                     |
| ------------------------------------------------------------------ | ---- | ------------------------- | ------------------------- | ------------------------- | ------------------------- | ------------------------- | ------------------------- | ------------------------- | ------------------------- | ------------------------- | ------------------------- | ----------------------------------------------------------------------------------- | --------------------------------------------------------- |
| "It Must Have Been Love"                                           | 1990 | 6                         | 1                         | 3                         | 1                         | 7                         | 4                         | 2                         | 1                         | 3                         | 1                         | - GLF: Guld - ARIA: Platin - BPI: Silver - BVMI: Guld - IFPI AUT: Guld - RIAA: Guld | Pretty Woman                                              |
| "Joyride"                                                          | 1991 | 1                         | 1                         | 1                         | 1                         | 1                         | 1                         | 1                         | 1                         | 4                         | 1                         | - GLF: Platin - ARIA: Platin - BVMI: Guld - IFPI AUT: Guld - MC: Guld               | Joyride                                                   |
| "Fading Like a Flower (Every Time You Leave)"                      | 1991 | 5                         | 7                         | 6                         | 2                         | 4                         | 5                         | 7                         | 3                         | 12                        | 2                         |                                                                                     | Joyride                                                   |
| "The Big L."                                                       | 1991 | 10                        | 20                        | 11                        | —                         | 11                        | 13                        | 15                        | 13                        | 21                        | —                         |                                                                                     | Joyride                                                   |
| "Spending My Time"                                                 | 1991 | 11                        | 16                        | 16                        | 9                         | 18                        | 9                         | 26                        | 15                        | 22                        | 32                        |                                                                                     | Joyride                                                   |
| "Church of Your Heart"                                             | 1992 | 21                        | 55                        | 24                        | 11                        | —                         | 28                        | 59                        | —                         | 21                        | 36                        |                                                                                     | Joyride                                                   |
| "How Do You Do!"                                                   | 1992 | 2                         | 13                        | 2                         | 12                        | 2                         | 2                         | 2                         | 2                         | 13                        | 58                        | - GLF: Platin - ARIA: Guld                                                          | Tourism                                                   |
| "Queen of Rain"                                                    | 1992 | 12                        | 66                        | —                         | 47                        | —                         | 19                        | 20                        | 27                        | 28                        | —                         |                                                                                     | Tourism                                                   |
| "Fingertips '93"                                                   | 1993 | 39                        | —                         | —                         | —                         | —                         | 45                        | 32                        | —                         | —                         | —                         |                                                                                     | Tourism                                                   |
| "Almost Unreal"                                                    | 1993 | 8                         | 17                        | 20                        | 29                        | —                         | 20                        | 31                        | 15                        | 7                         | 94                        |                                                                                     | Super Mario Bros.                                         |
| "Sleeping in My Car"                                               | 1994 | 1                         | 18                        | 6                         | 2                         | 2                         | 11                        | 19                        | 7                         | 14                        | 50                        | - GLF: Platin                                                                       | Crash! Boom! Bang!                                        |
| "Crash! Boom! Bang!"                                               | 1994 | 17                        | 73                        | 19                        | 27                        | 16                        | 31                        | 23                        | —                         | 24                        | —                         |                                                                                     | Crash! Boom! Bang!                                        |
| "Fireworks"                                                        | 1994 | 34                        | 68                        | 18                        | 60                        | 14                        | 51                        | 41                        | —                         | 30                        | —                         |                                                                                     | Crash! Boom! Bang!                                        |
| "Run to You"                                                       | 1994 | —                         | 49                        | —                         | —                         | 20                        | 51                        | —                         | 31                        | 27                        | —                         |                                                                                     | Crash! Boom! Bang!                                        |
| "Vulnerable"                                                       | 1995 | 12                        | —                         | —                         | —                         | —                         | 71                        | —                         | —                         | 44                        | —                         |                                                                                     | Crash! Boom! Bang!                                        |
| "You Don't Understand Me"                                          | 1995 | 9                         | —                         | 25                        | —                         | 7                         | 44                        | 19                        | —                         | 42                        | —                         |                                                                                     | Don't Bore Us, Get to the Chorus! Roxette's Greatest Hits |
| "The Look '95" (remix)                                             | 1995 | —                         | —                         | —                         | —                         | —                         | —                         | —                         | —                         | 28                        | —                         |                                                                                     | Non-album single                                          |
| "June Afternoon"                                                   | 1996 | 24                        | —                         | —                         | 76                        | —                         | 57                        | —                         | 35                        | 52                        | —                         |                                                                                     | Don't Bore Us, Get to the Chorus! Roxette's Greatest Hits |
| "She Doesn't Live Here Anymore"                                    | 1996 | —                         | —                         | —                         | —                         | —                         | 86                        | —                         | —                         | —                         | —                         |                                                                                     | Don't Bore Us, Get to the Chorus! Roxette's Greatest Hits |
| "Wish I Could Fly"                                                 | 1999 | 4                         | 57                        | 11                        | —                         | 9                         | 26                        | 35                        | 12                        | 11                        | —                         | - GLF: Guld                                                                         | Have a Nice Day                                           |
| "Anyone"                                                           | 1999 | 35                        | —                         | —                         | —                         | —                         | 62                        | 73                        | 30                        | —                         | —                         |                                                                                     | Have a Nice Day                                           |
| "Stars"                                                            | 1999 | 13                        | —                         | —                         | —                         | 9                         | 23                        | 74                        | 28                        | 56                        | —                         | - GLF: Guld                                                                         | Have a Nice Day                                           |
| "Salvation"                                                        | 1999 | 46                        | —                         | —                         | —                         | 18                        | 80                        | —                         | —                         | —                         | —                         |                                                                                     | Have a Nice Day                                           |
| "—" Nåede ikke hitlisterne eller blev ikke udgivet i dette område. |      |                           |                           |                           |                           |                           |                           |                           |                           |                           |                           |                                                                                     |                                                           |

### 2000’erne
| Titel                                                              | År   | Højeste hitlisteplacering | Højeste hitlisteplacering | Højeste hitlisteplacering | Højeste hitlisteplacering | Højeste hitlisteplacering | Højeste hitlisteplacering | Højeste hitlisteplacering | Højeste hitlisteplacering | Højeste hitlisteplacering | Højeste hitlisteplacering | Certificeringer | Album                                                  |
| Titel                                                              | År   | SWE                       | AUT                       | BEL                       | FIN                       | GER                       | ITA                       | NLD                       | SPA                       | SWI                       | UK                        | Certificeringer | Album                                                  |
| ------------------------------------------------------------------ | ---- | ------------------------- | ------------------------- | ------------------------- | ------------------------- | ------------------------- | ------------------------- | ------------------------- | ------------------------- | ------------------------- | ------------------------- | --------------- | ------------------------------------------------------ |
| "The Centre of the Heart"                                          | 2001 | 1                         | 30                        | 21                        | 13                        | 31                        | 43                        | 74                        | 7                         | 28                        | —                         | - GLF: Platin   | Room Service                                           |
| "Real Sugar"                                                       | 2001 | 23                        | —                         | —                         | —                         | 96                        | —                         | —                         | 12                        | 72                        | —                         |                 | Room Service                                           |
| "Milk and Toast and Honey"                                         | 2001 | 21                        | —                         | 49                        | —                         | 54                        | —                         | 80                        | 29                        | 29                        | 89                        |                 | Room Service                                           |
| "A Thing About You"                                                | 2002 | 14                        | 39                        | 39                        | —                         | 37                        | 35                        | 88                        | 23                        | 35                        | 77                        |                 | The Ballad Hits                                        |
| "Opportunity Nox"                                                  | 2003 | 11                        | —                         | —                         | —                         | 69                        | —                         | —                         | 31                        | 87                        | —                         |                 | The Pop Hits                                           |
| "One Wish"                                                         | 2006 | 2                         | 56                        | —                         | 5                         | 50                        | —                         | 96                        | 3                         | 56                        | —                         |                 | A Collection of Roxette Hits: Their 20 Greatest Songs! |
| "Reveal"                                                           | 2007 | 59                        | —                         | —                         | —                         | —                         | —                         | —                         | —                         | —                         | —                         |                 | A Collection of Roxette Hits: Their 20 Greatest Songs! |
| "—" Nåede ikke hitlisterne eller blev ikke udgivet i dette område. |      |                           |                           |                           |                           |                           |                           |                           |                           |                           |                           |                 |                                                        |

### 2010s
| Titel                                                              | Year | Højeste hitlisteplacering | Højeste hitlisteplacering | Højeste hitlisteplacering | Højeste hitlisteplacering | Højeste hitlisteplacering | Højeste hitlisteplacering | Højeste hitlisteplacering | Højeste hitlisteplacering | Højeste hitlisteplacering | Højeste hitlisteplacering | Album |
| Titel                                                              | Year | SWE Airplay               | AUT                       | BEL                       | GER                       | HUN Airplay               | POL Airplay               | RUS Airplay               | SWI                       | UK Airplay                | US Adult                  | Album |
| ------------------------------------------------------------------ | ---- | ------------------------- | ------------------------- | ------------------------- | ------------------------- | ------------------------- | ------------------------- | ------------------------- | ------------------------- | ------------------------- | ------------------------- | --- |
| "She's Got Nothing On (But the Radio)"                             | 2011 | 10                        | 9                         | 34                        | 10                        | 9                         | —                         | 148                       | 19                        | 26                        | 30                        | Charm School |
| "Speak to Me"                                                      | 2011 | 3                         | —                         | —                         | —                         | —                         | —                         | 168                       | —                         | —                         | —                         | Charm School |
| "Way Out"                                                          | 2011 | —                         | —                         | —                         | —                         | —                         | —                         | 197                       | —                         | —                         | —                         | Charm School |
| "It's Possible"                                                    | 2012 | 10                        | —                         | —                         | 64                        | —                         | —                         | 163                       | —                         | 33                        | —                         | Travelling |
| "The Sweet Hello, The Sad Goodbye" (Bassflow remake)               | 2012 | 10                        | —                         | —                         | —                         | —                         | —                         | 166                       | —                         | —                         | —                         | style="background: #ececec; color: grey; vertical-align: middle; text-align: center; " class="table-na" \| Non-album single |
| "The Look (2015 Remake)"                                           | 2015 | —                         | —                         | —                         | —                         | —                         | —                         | —                         | —                         | —                         | —                         | style="background: #ececec; color: grey; vertical-align: middle; text-align: center; " class="table-na" \| Non-album single |
| "It Just Happens"                                                  | 2016 | —                         | —                         | —                         | —                         | —                         | 47                        | 184                       | —                         | —                         | —                         | Good Karma |
| "Some Other Summer"                                                | 2016 | —                         | —                         | —                         | —                         | —                         | —                         | —                         | —                         | —                         | —                         | Good Karma |
| "Why Don't You Bring Me Flowers?"                                  | 2016 | —                         | —                         | —                         | —                         | —                         | —                         | —                         | —                         | —                         | —                         | Good Karma |
| "—" Nåede ikke hitlisterne eller blev ikke udgivet i dette område. |      |                           |                           |                           |                           |                           |                           |                           |                           |                           |                           | |

### 2020’erne
| Titel                                                    | År   | Højeste hitlisteplacering | Album       |
| Titel                                                    | År   | POL Airplay               | Album       |
| -------------------------------------------------------- | ---- | ------------------------- | ----------- |
| "Help! (Abbey Road Sessions November 1995)"              | 2020 | 41                        | Bag of Trix |
| "Let Your Heart Dance with Me"                           | 2020 | —                         | Bag of Trix |
| "Tú No Me Comprendes"                                    | 2020 | —                         | Bag of Trix |
| "Piece of Cake"                                          | 2020 | —                         | Bag of Trix |
| "—" Indikerer at en single ikke er blevet udgivet endnu. |      |                           |             |

### Promoveringssingler
| Titel                                                              | År   | Højeste hitlisteplacering | Højeste hitlisteplacering | Højeste hitlisteplacering | Højeste hitlisteplacering | Album                                                     |
| Titel                                                              | År   | POL Airplay               | RUS Airplay               | SPA Airplay               | US Latin                  | Album                                                     |
| ------------------------------------------------------------------ | ---- | ------------------------- | ------------------------- | ------------------------- | ------------------------- | --------------------------------------------------------- |
| "Paint"                                                            | 1989 | —                         | —                         | —                         | —                         | Look Sharp!                                               |
| "The Sweet Hello, The Sad Goodbye"                                 | 1991 | —                         | —                         | —                         | —                         | non-album single                                          |
| "Things Will Never Be the Same"                                    | 1991 | 2                         | —                         | —                         | —                         | Joyride                                                   |
| "(Do You Get) Excited?"                                            | 1992 | —                         | —                         | 9                         | —                         | Joyride                                                   |
| "Come Back (Before You Leave)"                                     | 1992 | —                         | —                         | —                         | —                         | Tourism                                                   |
| "Love Is All (Shine Your Light on Me)"                             | 1993 | —                         | —                         | —                         | —                         | Crash! Boom! Bang!                                        |
| "I'm Sorry"                                                        | 1995 | 15                        | —                         | —                         | —                         | Crash! Boom! Bang!                                        |
| "I Don't Want to Get Hurt"                                         | 1995 | —                         | —                         | —                         | —                         | Don't Bore Us, Get to the Chorus! Roxette's Greatest Hits |
| "Un Día Sin Ti" ("Spending My Time")                               | 1996 | 48                        | —                         | 20                        | 10                        | Baladas en Español                                        |
| "No Sé Si Es Amor" ("It Must Have Been Love")                      | 1997 | —                         | —                         | 6                         | —                         | Baladas en Español                                        |
| "Soy una Mujer" ("Fading Like a Flower")                           | 1997 | —                         | —                         | —                         | —                         | Baladas en Español                                        |
| "I Call Your Name '97"                                             | 1997 | —                         | —                         | 25                        | —                         | Pearls of Passion – The First Album                       |
| "From One Heart to Another"                                        | 1997 | —                         | —                         | —                         | —                         | Pearls of Passion – The First Album                       |
| "Neverending Love"                                                 | 1998 | —                         | —                         | —                         | —                         | Pearls of Passion – The First Album                       |
| "Quisiera Volar" ("Wish I Could Fly")                              | 1999 | —                         | —                         | 36                        | —                         | Have a Nice Day                                           |
| "Crush on You"                                                     | 1999 | —                         | —                         | —                         | —                         | Have a Nice Day                                           |
| "Alguien" ("Anyone")                                               | 1999 | —                         | —                         | —                         | —                         | Have a Nice Day                                           |
| "No One Makes It on Her Own"                                       | 2011 | —                         | 169                       | —                         | —                         | Charm School                                              |
| "Touched by the Hand of God"                                       | 2012 | —                         | —                         | —                         | —                         | Travelling                                                |
| "Lover, Lover, Lover"                                              | 2012 | —                         | —                         | —                         | —                         | Travelling                                                |
| "—" Nåede ikke hitlisterne eller blev ikke udgivet i dette område. |      |                           |                           |                           |                           |                                                           |

## Andre sange på hitlisterne
| Titel                                                              | År   | Højeste hitlisteplacering | Højeste hitlisteplacering | Højeste hitlisteplacering | Højeste hitlisteplacering | Højeste hitlisteplacering | Højeste hitlisteplacering | Højeste hitlisteplacering | Højeste hitlisteplacering | Højeste hitlisteplacering | Højeste hitlisteplacering | Certificeringer             | Album                |
| Titel                                                              | År   | SWE                       | AUS                       | FRA                       | FIN                       | GER                       | IRE                       | NLD                       | NOR                       | UK                        | US                        | Certificeringer             | Album                |
| ------------------------------------------------------------------ | ---- | ------------------------- | ------------------------- | ------------------------- | ------------------------- | ------------------------- | ------------------------- | ------------------------- | ------------------------- | ------------------------- | ------------------------- | --------------------------- | -------------------- |
| "Listen to Your Heart" (DHT & Roxette featuring Edmée)             | 2004 | —                         | 11                        | 7                         | —                         | 81                        | 12                        | 10                        | 19                        | 7                         | 8                         | - RIAA: Guld - SNEP: Silver | Listen to Your Heart |
| "Fading Like a Flower" (Dancing DJ's vs Roxette)                   | 2005 | 41                        | —                         | —                         | 13                        | —                         | 13                        | —                         | —                         | 18                        | —                         |                             | Non-album single     |
| "The Rox Medley"                                                   | 2006 | —                         | —                         | —                         | —                         | —                         | —                         | —                         | 19                        | —                         | —                         |                             | "One Wish"           |
| "—" Nåede ikke hitlisterne eller blev ikke udgivet i dette område. |      |                           |                           |                           |                           |                           |                           |                           |                           |                           |                           |                             |                      |

## Videografi

### Videoalbum
| Titel                                                              | Albumdetaljer                                                                                                   | Højeste hitlisteplacering | Højeste hitlisteplacering | Højeste hitlisteplacering | Højeste hitlisteplacering | Certificering |
| Titel                                                              | Albumdetaljer                                                                                                   | SWE                       | AUS                       | NLD                       | UK                        | Certificering |
| ------------------------------------------------------------------ | --- | ------------------------- | ------------------------- | ------------------------- | ------------------------- | ------------- |
| Sweden Live                                                        | - Udgivet: 17. februar 1989 - Pladeselskab: Toshiba EMI - Formater: VHS • LaserDisc                             | —                         | —                         | —                         | —                         |               |
| Look Sharp Live                                                    | - Udgivet: 2. oktober 1989 - Pladeselskab: Picture Music International - Formater: VHS                          | —                         | —                         | —                         | —                         | - RIAA: Guld  |
| The Videos                                                         | - Udgivet: 16. november 1991 - Pladeselskab: Picture Music International - Formater: VHS • LaserDisc            | —                         | —                         | —                         | —                         | - BVMI: Guld  |
| Live-Ism                                                           | - Udgivet: 21. august 1992 - Pladeselskab: Picture Music International - Formater: VHS • LaserDisc              | —                         | —                         | —                         | —                         |               |
| Don't Bore Us, Get to the Chorus! – Roxette's Greatest Video Hits  | - Udgivet: 20. december 1995 - Pladeselskab: Picture Music International - Formater: VHS • LaserDisc • Video CD | —                         | —                         | —                         | 16                        |               |
| Crash! Boom! Live!                                                 | - Udgivet: 16. september 1996 - Pladeselskab: Picture Music International - Formater: VHS • LaserDisc           | —                         | —                         | —                         | —                         |               |
| All Videos Ever Made & More! The Complete Collection 1987–2001     | - Udgivet: 19. november 2001 - Pladeselskab: EMI - Format: DVD                                                  | 1                         | —                         | —                         | —                         |               |
| Ballad & Pop Hits – The Complete Video Collection                  | - Udgivet: 17. november 2003 - Pladeselskab: EMI - Format: DVD                                                  | —                         | —                         | —                         | —                         |               |
| Live: Travelling the World                                         | - Udgivet: 6. december 2013 - Pladeselskab: Parlophone - Format: DVD                                            | 4                         | 10                        | 16                        | —                         |               |
| Roxette Diaries: The Private Home Videos 1987–1995                 | - Udgivet: 7. marts 2016 - Pladeselskab: Roxette Recordings - Format: DVD                                       | —                         | —                         | —                         | —                         |               |
| Roxette — Boxette                                                  | - Udgivet: 5 October 2018 - Pladeselskab: Parlophone - Format: DVD                                              | 1                         | —                         | 5                         | —                         |               |
| "—" Nåede ikke hitlisterne eller blev ikke udgivet i dette område. | |                           |                           |                           |                           |               |

### Musikvideoer
| Titel                                         | År   | Instruktør(er)                   |
| --------------------------------------------- | ---- | -------------------------------- |
| "Neverending Love" (version 1)                | 1987 | Lars Lööv                        |
| "Neverending Love" (version 2)                | 1987 | Rikard Petrelius                 |
| "Soul Deep"                                   | 1987 | Rikard Petrelius                 |
| "I Call Your Name"                            | 1988 | Jeroen Kamphoff                  |
| "Chances"                                     | 1988 | Jeroen Kamphoff                  |
| "The Look" (version 1)                        | 1988 | Mats Jonstam                     |
| "The Look" (version 2)                        | 1989 | Peter Heath                      |
| "Dressed for Success"                         | 1989 | Peter Heath                      |
| "Listen to Your Heart"                        | 1989 | Doug Freel                       |
| "Dangerous"                                   | 1989 | Doug Freel                       |
| "Silver Blue"                                 | 1989 | Doug Freel                       |
| "It Must Have Been Love"                      | 1990 | Doug Freel                       |
| "Joyride"                                     | 1991 | Doug Freel                       |
| "Fading Like a Flower (Every Time You Leave)" | 1991 | Doug Freel                       |
| "The Big L."                                  | 1991 | Anders Skog                      |
| "Spending My Time"                            | 1991 | Wayne Isham                      |
| "(Do You Get) Excited?"                       | 1992 | Wayne Isham                      |
| "Church of Your Heart"                        | 1992 | Wayne Isham                      |
| "How Do You Do!"                              | 1992 | Anders Skog                      |
| "Queen of Rain"                               | 1992 | Matt Murray                      |
| "Fingertips '93"                              | 1993 | Jonas Åkerlund                   |
| "Almost Unreal"                               | 1993 | Michael Geoghegan                |
| "Sleeping in My Car"                          | 1994 | Michael Geoghegan                |
| "Crash! Boom! Bang!"                          | 1994 | Michael Geoghegan                |
| "Fireworks"                                   | 1994 | Michael Geoghegan                |
| "Run to You"                                  | 1994 | Jonas Åkerlund                   |
| "Vulnerable"                                  | 1995 | Jonas Åkerlund                   |
| "You Don't Understand Me"                     | 1995 | Greg Masuak                      |
| "June Afternoon"                              | 1995 | Jonas Åkerlund                   |
| "She Doesn't Live Here Anymore"               | 1996 | Jonas Åkerlund                   |
| "Un Día Sin Ti"                               | 1996 | Jonas Åkerlund                   |
| "Wish I Could Fly"                            | 1999 | Jonas Åkerlund                   |
| "Anyone"                                      | 1999 | Jonas Åkerlund                   |
| "Stars"                                       | 1999 | Anton Corbijn                    |
| "Salvation"                                   | 1999 | Anton Corbijn                    |
| "The Centre of the Heart"                     | 2001 | Jonas Åkerlund                   |
| "Real Sugar"                                  | 2001 | Jesper Hiro                      |
| "Milk and Toast and Honey"                    | 2001 | Jesper Hiro                      |
| "A Thing About You"                           | 2002 | Jonas Åkerlund                   |
| "Opportunity Nox"                             | 2003 | Jonas Åkerlund & Kristoffer Diös |
| "One Wish"                                    | 2006 | Jonas Åkerlund                   |
| "She's Got Nothing On (But the Radio)"        | 2011 | Mats Udd                         |
| "Way Out"                                     | 2011 | Mikael Sandberg & Magnus Öhrlund |
| "Speak to Me"                                 | 2011 | Mikael Sandberg                  |
| "No One Makes It on Her Own"                  | 2011 | Tanya Rush                       |
| "It's Possible"                               | 2012 | David Nord & Boris Nawratil      |
| "Some Other Summer" (Sebastien Drums remix)   | 2015 | Sebastien Drums                  |
| "It Just Happens"                             | 2016 | Tobias Leo Nordquist             |
| "Why Don't You Bring Me Flowers?"             | 2016 | N/A                              |
| "Let Your Heart Dance With Me"                | 2020 |                                  |
| "Tú No Me Comprendes"                         | 2020 |                                  |
| "Piece Of Cake"                               | 2020 |                                  |